# InterCityLyn
|  | Sammenskrivningsforslag Artiklen InterCityLyn er foreslået føjet ind i Lyntog. (Siden januar 2014) Diskutér forslaget |

InterCityLyn er navnet på Danmarks lyntogsforbindelser, dvs. hurtige persontog, der kun stopper i begrænset omfang undervejs på visse strækninger. Det er DSB, der står for kørslen af lyntogene, der supplerer de almindelige InterCitytog.

## InterCityLyn-nettet 2021
Nedenfor er gengivet InterCityLyn-nettet, som det ser ud i hovedtræk siden 12. december 2021. I praksis er der enkelte tog morgen og aften, der ikke kører helt igennem. Bemærk i øvrigt at der i modsætning til f.eks. S-banen ikke opereres med faste linjer. Togene kan således samles og deles undervejs efter behov, ligesom hyppighed og destinationer løbende justeres.
- Timedrift Københavns Lufthavn – København H – Odense – Fredericia – Århus H – Aalborg Lufthavn
  - Totimedrift Fredericia – Sønderborg
  - Totimedrift Fredericia – Herning – Struer
- Fire gange dagligt Københavns Lufthavn – København H – Odense – Århus H (InterCityLyn+)

## Materiel
InterCityLyn køres med togsæt af typerne IC3, IR4 og IC4:
- IC3 (InterCity, 3 vogne) er et trevogns dieseltogsæt, der blev sat i drift fra 1990. Et særligt kendetegn er dets gumminæser på fronten og specialindrettede førerrum, der kan klappes til side, så der kan dannes overgang mellem to sammenkoblede togsæt. IC3 udgør hovedstammen i InterCityLyntrafikken og indsættes på alle strækninger.
- IR4 (InterRegional, 4 vogne) er et firevogns elektrisk togsæt. Det er en videreudvikling af IC3 og kan kobles med denne. Oprindelig blev det bygget som regionaltog, men siden 1997 benyttes det også som InterCity til Sønderborg, da der her i modsætning til de andre destinationer kan køres elektrisk hele vejen. IR4 benyttes desuden som lokale vogne til Odense, Fredericia og Kolding.
- IC4 (InterCity, 4 vogne) er et firevogns dieseltogsæt. Det var tænkt som afløseren for IC3, men betydelige tekniske problemer har medført, at det kun benyttes på få afgange.